# Goldeus tkalcui
Goldeus tkalcui är en insektsart som beskrevs av Dlabola 1977. Goldeus tkalcui ingår i släktet Goldeus och familjen dvärgstritar. Inga underarter finns listade i Catalogue of Life.